# AI (가수)
AI (아이, 일본어: あい, 1981년 11월 2일 ~ )는 일본의 여성 가수로, 본명은 우에무라 아이 카리나(植村 愛 Carina)이다. 미국 로스앤젤레스에서 일본인 아버지와 일본-이탈리아 혼혈인 어머니 사이에서 태어났다. 2000년 11월 22일 첫 싱글 〈Cry, just Cry〉로 데뷔했다.

## 개략
AI는 일본에서 리듬 앤 블루스(R&B) 음악을 하고 있다. 데뷔 이후 그녀는 대중들에게 크게 주목받지 못했다. 그러나 2005년 5월 18일에 발매한 싱글 〈Story〉가 오리콘 주간 차트 첫주 8위를 기록하고, 72주라는 긴 시간 동안 꾸준하게 팔려 30만 장에 육박하는 누적 판매량을 기록한 데 힘입어 그해 7월에 발매한 앨범 《MIC-A-HOLIC A.I.》는 오리콘 주간 차트 첫주 4위를 기록하는 등 대중들에게 점차 알려지게 된다.
한국에는 2004년 7월 "MTV buzz ASIA CONCERT"에 참가하기 위해 아무로 나미에와 함께 찾아 온 적이 있으며, 그녀의 노래 〈ALIVE(English Version)〉은 KBS의 미니시리즈 쾌걸 춘향의 삽입곡으로 쓰이기도 하였다. 또, 그녀의 싱글 〈Believe〉에 커플링 곡으로 수록된 《Too Much》에는 한국의 가수 비가 참여하는 등 한국과 각별한 인연을 맺고 있다.

## 음반 목록

### 싱글
1. Cry, just Cry (2000년 11월 22일)
2. U Can Do (2001년 5월 23일)
3. Shining Star (2001년 9월 5일)
4. 最終宣告 [최종선고] (2003년 1월 29일)
5. Thank U (2003년 6월 25일)
6. My friend / 戦場のメリークリスマス [My Friend / 전장의 메리 크리스마스] (2003년 10월 15일)
7. After The Rain (2004년 3월 3일)
8. E.O. (2004년 5월 12일)
9. WATCH OUT! feat. AFRA+TUCKER (2004년 8월 4일)
10. 365 feat. DELI (2005년 2월 9일)
11. Crayon Beats (2005년 4월 20일)
12. Story (2005년 5월 18일)
13. Believe (2006년 4월 19일)
14. I Wanna Know (2006년 9월 6일)
15. I'll Remember You/BRAND NEW DAY (2007년 7월 18일)
16. ONE (2007년 11월 7일)
17. 다이세츠나 모노 (2008년 6월 4일)
18. 오쿠리비토/So Special -Version AI- (2008년 9월 10일)
19. YOU ARE MY STAR (2009년 2월 4일)
20. FAKE (2010년)
21. STILL... (2010년)
22. NEMURENAI Machi (2010년)
23. STRONGER (2010년)
24. Letter in the Sky (2011년)
25. HAPPINESS (2011년)
26. VOICE (2013년)
27. EXILE ATSUSHI + AI / No more (2016년 2월 18일)
28. HAPPY CHRISTMAS/HEIWA/MIRACLE (2016년)
29. 제드 + AI / NAKAMA (2025년)

### 음반

#### 정규 음반
1. my name is AI (2001년 11월 2일)
2. ORIGINAL A.I. (2003년 11월 26일)
3. 2004 A.I. (2004년 6월 16일)
4. MIC-A-HOLIC A.I. (2005년 7월 8일)
5. What's goin' on A.I. (2006년 9월 27일)
6. DON'T STOP A.I. (2007년 12월 5일)
7. VIVA A.I. (2009년 3월 4일)
8. THE LAST A.I. (2010년)
9. INDEPENDENT (2012년)
10. MORIAGARO (2013)
11. Wa to Yo (2017년)
12. DREAM (2022년)
13. RESPECT ALL (2023년)

#### 베스트 음반
1. FLASHBACK TO A.I. (2004년 9월 8일)
2. BEST A.I. (2009년 9월 16일)
3. THE BEST (2015년)
4. THE FEAT. BEST (2016년)
5. Kansha!!!!! - Thank You for 20 Years New and Best (2019년)
6. 25th THE BEST - ALIVE (2025년)

#### 그 외의 음반
- FEAT. A.I. (2004년 12월 1일)
- LIVE A.I. (2007년 3월 7일)
- It's All Me, Vol. 1 (2020년)
- It's All Me, Vol. 2 (2021년)